# Сисоєва
Сисо́єва (рос. Сысоева) — присілок у складі Абатського району Тюменської області, Росія.
Населення — 127 осіб (2010, 137 у 2002).
Національний склад станом на 2002 рік:
- росіяни — 95 %